# Újvidéki Rádió

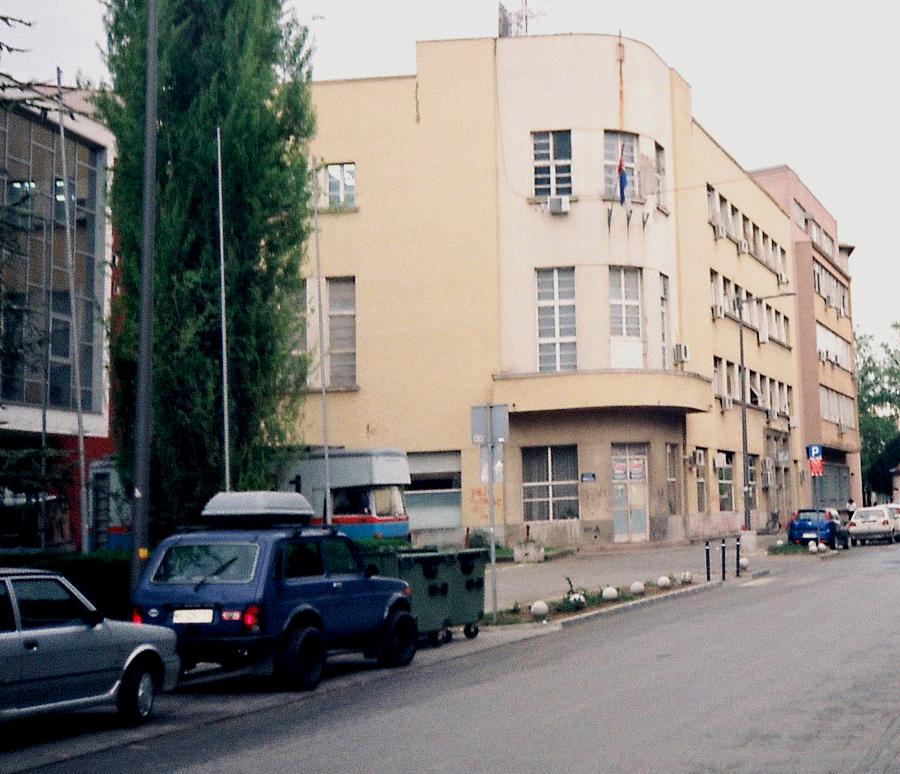
Az Újvidéki Rádió épülete

A Vajdasági Rádió 2-es csatornája, ismertebb nevén az Újvidéki Rádió az egyetlen határon túli magyar nyelvű állami rádió, mely napi 24 órában sugároz (Forrás: World Radio TV Handbook).  Szervezetileg a Szerb Rádió és Televízió Vajdasági körzeti stúdiója, s ennek megfelelően mindig is a szerb kormány hivatalos álláspontjának megfelelő hírműsorokat közvetít. Zenei és prózai programjaiban élesen eltér a többi vajdasági magyar rádióétól, melyek alapvetően a hallgatók szórakoztatására és a reklámbevételek növelésére helyezik a hangsúlyt; az Újvidéki Rádió ezzel szemben egész nap ettől eltérő, sokkal szerteágazóbb programot közvetít: a nap jó részét szöveges tartalom tölti ki, népzenei, illetve magyar nóta-műsoraiban a hagyományosabb stílusoknak ad helyet, továbbá a Magyarországon alacsony presztízsűnek tartott, azonban a Vajdaságban népszerű mulatós zene is teret kap. Hangjátékokat is közvetít. A 80-as évekig, az akkori Jugoszlávia szerbiai részén nem volt szokás rádióban nemzetközi (könnyű)zenét sugározni, helyette úgynevezett kólót sugároztak (helyi népies jellegű, "mulatós" zene). Emiatt, a 90-es évekig meghatározóak voltak a popzenei műsorok is (pl. a Pipsz, Sláger-Party, vagy akár a Pop-Top adásai) amik Magyarországon is rendkívül hallgatottak voltak, lévén, az URH-frekvenciák máig foghatók az Alföld jórészén, az akkor még létező középhullámú frekvencián - megfelelő viszonyok esetén - még Budapesten is lehetett hallgatni. A rádió könnyűzenei műsorainak végét a kereskedelmi rádiók magyarországi és szerbiai megjelenése egyaránt okozta, illetve az is közrejátszott, hogy a középhullámú adót a háború folyamán lebombázták, majd nem építették újra.

## Frekvenciák
- Iriski Venac (Újvidék): 90,5 MHz
- Szabadka: 92,5 MHz
- Zombor: 100,3 MHz

## Külső hivatkozások
- Az Újvidéki Rádió magyar műsorának programja (szerbül)